# Liste der Naturdenkmale in Erpel
Die Liste der Naturdenkmale in Erpel nennt die im Gemeindegebiet von Erpel ausgewiesenen Naturdenkmale (Stand 9. Oktober 2013).

## Naturdenkmale
| Nr.         | Bezeichnung | Lage                                                                  | Beschreibung                                            | Bild                                    |
| ----------- | ----------- | --------------------------------------------------------------------- | ------------------------------------------------------- | --------------------------------------- |
| ND-7138-445 | Platane     | Marktplatz Lage                                                       | Platanus sp.                                            | Fotos hochladen                         |
| ND-7138-448 | Ilexgebiet  | nordöstlich des Ortes in der Waldgemarkung; Abteilung Am Aasberg Lage | Bestand von Ilex aquifolium; flächenhaftes Naturdenkmal | Direkt Bild zu diesem Denkmal hochladen |